# Панкреатит
Панкреати́т (лат. pancreatitis, от др.-греч. πάγκρεας — «поджелудочная железа», и -itis — «воспаление») — группа заболеваний и синдромов, при которых наблюдается воспаление поджелудочной железы. При воспалении поджелудочной железы ферменты, выделяемые железой, не выбрасываются в двенадцатиперстную кишку, а активизируются в самой железе и начинают разрушать её (самопереваривание). Ферменты и токсины, которые при этом выделяются, часто сбрасываются в кровоток и могут серьёзно повредить другие органы (мозг, лёгкие, сердце, почки и печень).
Острый панкреатит — серьёзное заболевание, которое требует незамедлительного лечения. Первой помощью при остром панкреатите является наложение льда на область поджелудочной железы — этим можно замедлить развитие острого процесса. Как правило, острый панкреатит требует лечения в стационаре.

## Классификация
Существует много различных классификаций панкреатита. В 1946 году появилась первая классификация, которая описывала клиническое течение хронического панкреатита в связи с употреблением алкоголя. В 1963 году в Марселе была создана новая классификация, в которой описывались морфологические характеристики и этиологические факторы, а также взаимосвязь между ними. Постепенно с этого времени вносились различные дополнения (Марсель, 1984; Марсель—Рим, 1988; Кембридж, 1984; Общество панкреатологов Японии, 1977; Цюрих, 1997 и т. д.). Последняя классификация была создана немецкими учёными в 2007 году — международная классификация хронического панкреатита M-ANNHEIM.
По характеру течения различают:
1. Острый панкреатит.
2. Острый рецидивирующий панкреатит.
3. Хронический панкреатит.
4. Обострение хронического панкреатита.

Чаще всего хронический панкреатит является результатом перенесённого острого панкреатита. Градация между острым рецидивирующим и обострением хронического панкреатита весьма условна. Проявление панкреатического синдрома (амилаземия, липаземия, болевой синдром) менее чем через 6 месяцев от начала заболевания считается рецидивом острого панкреатита, а более 6 месяцев — обострением хронического.
По характеру поражения железы (объём поражения железы — размер участка некроза железы), различают:
1. Отёчная форма (некроз единичных панкреатоцитов без образования островков некроза).
2. Деструктивная форма (панкреонекроз):
  1. Мелкоочаговый панкреонекроз.
  2. Среднеочаговый панкреонекроз.
  3. Крупноочаговый панкреонекроз.
  4. Тотально-субтотальный панкреонекроз.

Термин «панкреонекроз» является скорее патологоанатомическим, нежели клиническим, ввиду чего использовать его в качестве диагноза не совсем верно. Под тотально-субтотальным панкреонекрозом понимается деструкция железы с поражением всех отделов (головка, тело, хвост). Абсолютно тотальный панкреонекроз не встречается.
Согласно классификации острого панкреатита, предложенной В. И. Филиным в 1979 году, различают следующие фазы:
1. Ферментативная фаза (3—5 суток).
2. Реактивная фаза (6—14 суток).
3. Фаза секвестрации (с 15-х суток).
4. Фаза исходов (6 месяцев и более от начала заболевания).

За основу взяты клинические проявления острого панкреатита.
А. Д. Толстой несколько поменял данную классификацию с морфологической классификацией, в результате получилась клинико-морфологическая классификация острого панкреатита, которая будет приведена позже.
По летальности различают:
1. Раннюю летальность (в результате полиорганной недостаточности).
2. Позднюю летальность (в результате гнойно-септических осложнений деструктивного панкреатита — гнойно-некротического парапанкреатита).

## Этиология
Согласно современным статистическим данным:
- 70 % больных деструктивным панкреатитом или панкреонекрозом — это лица, страдающие от алкоголизма.
- 20 % — это лица, у которых панкреатит развился как осложнение жёлчнокаменной болезни.

Также причинами панкреатита могут быть:
- отравления;
- травмы;
- вирусные заболевания;
- инфекционные заболевания, включая Helicobacter pylori;
- грибковые поражения;
- паразитические заболевания: описторхоз и другие трематодозы;
- дисфункция сфинктера Одди;
- осложнения после операции и эндоскопических манипуляций (статистически около 5 %);
- врождённый панкреатит.

## Клинические проявления
Клинические проявления острого и хронического панкреатита различаются. Часто после перенесённого острого панкреатита образуются псевдокисты поджелудочной железы, которые относят к хроническому панкреатиту. На фоне хронического панкреатита возможно возникновение острого панкреатита, что не эквивалентно обострению хронического панкреатита.
Среди типичных признаков острого панкреатита: интенсивная боль в эпигастрии, боль внезапная, сильная, постоянная в верхней половине живота. Иррадиация в левую половину туловища.
Рвота — неукротимая, с примесью жёлчи и не приносящая облегчения.
При увеличении головки поджелудочной железы — возможна механическая желтуха (нарушение оттока жёлчи, приводящее к накоплению жёлчных пигментов в крови и тканях организма), сопровождающаяся желтизной кожи, окраской мочи в тёмный цвет и осветлением кала.

## Диагностика
Диагностика острого и хронического панкреатита значительно различается. Обычно для диагностики используют УЗИ, ФГДС (фиброгастродуоденоскопия) и лапароскопия, анализ крови на амилазу и мочи на диастазу.

## Объективные симптомы
- Симптом Дежардена — определяется болезненность при пальпации в панкретической точке Дежардена (проекция головки поджелудочной железы), располагающейся на 4-6 см от пупка по линии, соединяющей правую подмышечную впадину с пупком.
- Симптом Шоффара — выявляют болезненность в зоне Шоффара (проекции головки поджелудочной железы), находящейся на 5-6 см выше пупка с правой стороны между биссектрисой пупочного угла и срединной линией тела.
- Симптом Мейо-Робсона (названный по Мейо-Робсону[англ.]) — болезненность определяется в точке Мейо-Робсона, проекции хвоста поджелудочной железы, на границе средней и наружной трети отрезка линии, проведённой через пупок, левую рёберную дугу и подмышечную область слева. При этом болезненность может определяться в зоне Мейо-Робсона, левом рёберно-позвоночном угле.
- Симптом Губергрица-Скульского[2] — пальпация болезненна по линии, соединяющей головку и хвост.
- Симптом Гротта — слева от пупка в проекции поджелудочной железы определяются гипотрофические изменения подкожно-жировой клетчатки.
- Симптом Мюсси-Георгиевского — положительный френикус-симптом слева.
- Симптом Кача[2] — симптом панкреатита, при котором пальпация болезненна в проекции правых поперечных отростков Th IX—Th XI и левых поперечных отростков Th VIII—Th IX грудных позвонков[источник не указан 2248 дней]. По другим данным, кожная гиперестезия в зоне иннервации грудных сегментов ThVIII—ThX слева[2].
- Симптом Воскресенского — в проекции поджелудочной железы не определяется пульсация брюшной аорты[2].

## Лечение

### Тактика
Лечение зависит от степени тяжести заболевания. Если не развиваются осложнения в виде поражения почек или лёгких, то острый панкреатит проходит. Основу лечения острого панкреатита составляет создание функционального покоя для поражённого органа, то есть полный голод в течение нескольких суток. Лечение направлено на поддержание жизненных функций организма и предотвращение осложнений. Пребывание в больнице может быть необходимым, так как требуется внутривенное введение препаратов.
Если формируются ложные кисты поджелудочной железы, их можно удалить хирургическим путём.
Если проток поджелудочной железы или жёлчный проток блокируются жёлчным камнем, то острый приступ обычно продолжается только несколько дней. В серьёзных случаях человеку может потребоваться внутривенное питание (парентеральное питание) от 3 до 6 недель, пока поджелудочная железа восстанавливается. В лёгких случаях болезни парентеральное питание не применяется.
Наряду с лекарственным лечением очень важное значение в лечении панкреатита имеет диета. Разработана специальная диета по Певзнеру № 5а. Диета существует в двух вариантах в зависимости от стадии панкреатита (обострение или ремиссия).

### Хронический панкреатит
Облегчить боль — это первый шаг при лечении хронического панкреатита. Следующий шаг — это планирование диеты с ограничением углеводов и жиров с целью компенсации функциональной панкреатической недостаточности.
Врач может назначить приём панкреатических ферментов с едой, в качестве заместительной терапии, для снижения выработки собственных панкреатических ферментов и для обеспечения функционального покоя поджелудочной железы.
Люди с панкреатитом должны прекратить употреблять спиртные напитки и должны бросить курить, придерживаться специальной диеты и регулярно принимать лекарственные препараты в соответствии с назначениями врача, пить витамины, особенно D3.
При несвоевременной терапии хронический панкреатит приводит к осложнениям (сахарному диабету, желтухе, энцефалопатии, портальной гипертензии, абсцессу, флегмоне, перитониту).

### Острый панкреатит
Тяжесть состояния больных острым панкреатитом в основном обусловлена тяжёлой эндогенной интоксикацией. Основную роль в этом, по мнению ряда авторов, играют активированные ферменты поджелудочной железы, среди которых ведущее место отводилось трипсину. При изучении влияния трипсина было замечено сходство в действии с ядами различных видов змей. Реакция трипсина очень напоминала действие антигена при анафилактическом шоке.
В 1980-х годах было предложено лечение интоксикаций при остром панкреатите энтеросорбентами. Были исследованы вуален, хитин, энтеродез, полифепан. Исследованные энтеросорбенты показали терапевтическое действие, которое проявлялось в снижении летальности. Однако сорбенты по-разному воздействовали на биохимические показатели крови. Одни из них снижали активность липазы (вуален, полифепан), другие повышали активность фермента (хитин, энтеродез). Все сорбенты способствовали снижению содержания в крови среднемолекулярных фракций, обладающих токсическими свойствами.